# Brahian Palacios
Brahian Palacios Alzate (Medellín, 24 novembre 2002) è un calciatore colombiano, attaccante dell'Al-Wasl.

## Caratteristiche tecniche
Gioca come ala destra.

## Carriera

### Club
Palacios è entrato a far parte del settore giovanile dell'Atlético Nacional nel 2020, e nel febbraio del 2021 ha firmato il suo primo contratto professionistico con il club biancoverde. Ha debuttato in prima squadra il 28 febbraio 2022 nell'incontro di Categoría Primera A perso 3-1 contro l'Atlético Bucaramanga ed il 17 luglio ha segnato il suo primo gol nella sconfitta casalinga per 2-1 contro il Millonarios. A partire dal 2023 è stato promosso definitivamente in prima squadra.
Il 7 marzo 2024 è stato acquistato a titolo definitivo dall'Atlético Mineiro.

### Nazionale
Ha giocato nella nazionale colombiana Under-23.

## Statistiche

### Presenze e reti nei club
Statistiche aggiornate al 8 marzo 2024.
| Stagione        | Squadra           | Campionato      | Campionato | Campionato | Coppe nazionali | Coppe nazionali | Coppe nazionali | Coppe continentali | Coppe continentali | Coppe continentali | Altre coppe | Altre coppe | Altre coppe | Totale | Totale | Totale |
| Stagione        | Squadra           | Comp            | Pres       | Reti       | Comp            | Pres            | Reti            | Comp               | Pres               | Reti               | Comp        | Pres        | Reti        | Pres   | Reti   |        |
| --------------- | ----------------- | --------------- | ---------- | ---------- | --------------- | --------------- | --------------- | ------------------ | ------------------ | ------------------ | ----------- | ----------- | ----------- | ------ | ------ | ------ |
| 2022            | Atlético Nacional | A               | 5          | 1          | CC              | 1               | 0               | CL                 | 0                  | 0                  |             | -           | -           | 6      | 1      |        |
| 2023            | Atlético Nacional | A               | 36         | 3          | CC              | 6               | 0               | CL                 | 4                  | 0                  | SC          | 1           | 0           | 47     | 3      |        |
| 2024            | Atlético Nacional | A               | 2          | 0          | CC              | 0               | 0               | CL                 | 2                  | 0                  |             | -           | -           | 4      | 0      |        |
| 2024            | Atlético Mineiro  | M1/MG+A         | 0          | 0          | CB              | 0               | 0               |                    | -                  | -                  |             | -           | -           | 0      | 0      |        |
| Totale carriera | Totale carriera   | Totale carriera | 43         | 4          |                 | 7               | 0               |                    | 6                  | 0                  |             | 1           | 0           | 57     | 4      |        |

## Palmarès

### Club

#### Competizioni nazionali
- Campionato colombiano: 1

Atlético Nacional: 2022 (A)
- Copa Colombia: 1

Atlético Nacional: 2023
- Súper Liga: 1

Atlético Nacional: 2023

#### Competizioni statali
- Campionato mineiro: 2

Atlético Mineiro: 2024, 2025